# End of Disclosure
End of Disclosure è il dodicesimo album discografico in studio del gruppo musicale death metal svedese Hypocrisy, pubblicato nel 2013.

## Tracce
1. End of Disclosure – 4:46
2. Tales of Thy Spineless – 4:36
3. The Eye – 5:41
4. United We Fall – 4:50
5. 44 Double Zero – 4:27
6. Hell Is Where I Stay – 4:34
7. Soldier of Fortune – 4:51
8. When Death Calls – 3:54
9. The Return – 6:06

Bonus tracks
1. Living Dead – 3:51
2. They Lie (The Exploited cover)

## Formazione
- Peter Tägtgren - voce, chitarra
- Mikael Hedlund - basso
- Horgh - batteria